# 二人が喋ってる。
『二人が喋ってる。』（ふたりがしゃべってる。）は、1994年製作、1997年公開の日本映画。犬童一心の長編デビュー作品で、第37回日本映画監督協会新人賞受賞作。吉本興業の女性漫才コンビ・トゥナイト（1999年に解散）主演。
DVDとして角川エンタテインメントより発売されており、更にこの作品を作るきっかけとなった『金魚の一生』（1993年製作）も収録されている。

## あらすじ
若手女性お笑い芸人、トゥナイトのなるみは、相方のしずかに誘われて芸能界へと入る。しかし、恋愛を自由に出来ないことに嫌気がさしたなるみは「漫才を辞めたい」と思い始める。そして、ついにその決心を固めると、しずかに自分の思いをぶつける。なるみの話が終わった後、しずかの出した答えは･･･?

## キャスト
- トゥナイト（新屋鳴美／宇野志津香）
- 桑原和男
- 若井みどり
- 小松政夫
- 坂田利夫
- 石田靖
- 長原成樹
- 松本コンチータ

## 作品について
作品はミュージカル仕立てとなっており、作中で出演者たちは歌を歌っている。
この作品を作った犬童（東京出身）にとって、大阪と言う街は「未知の国」であったらしく、大阪に興味を持ったのは撮影後だったという。実際に、大阪人の女性の描写は、かなり誇張されていた。更に、犬童は芸人たちのことをよく分かっていないままキャスティングしたらしい。これについては、DVDの特典インタビューで本人が語っていた。
作中では芸能界を引退すると言ったなるみだが、実際に芸能界を引退したのはしずかであり、映画とは逆になっている。なるみは現在も芸能界でテレビ出演をするなど、積極的に活躍している。
また、映画公開の前年に相方を亡くしたベイブルース高山は、病気の友人を見舞う若手芸人役で出演。「人間いつ死ぬか分からないから、友達は大事にしようと思う」と言うニュアンスの言葉を言っているが、どういった経緯でこの役に彼が起用されたかは不明。監督が河本の死を知っていて、だからこそ彼を起用したのではないか、と言う説もある。

## スタッフ
- 製作：キリンビール、オフィスシナジー
- プロデューサー：	立川直樹、桶井晃、浜口文幸
- 監督：犬童一心
- 脚本：犬童一心、小林ひろとし
- 音楽：岡村みどり
- 撮影：田辺司
- 配給：オンリー・ハーツ、スープレックス
- 製作協力：吉本興業＝近畿日本鉄道／インパクト＝マルニスタジオ＝モダンビート＝朝日プロモーション